# Martina Valcepina
Martina Valcepina (Sondalo, 4 giugno 1992) è una pattinatrice di short track italiana.

## Biografia
Cresciuta sportivamente nella società valtellinese ASD Bormio Ghiaccio, è entrata nel giro della nazionale nel 2008. Attualmente gareggia per il gruppo sportivo delle Fiamme Gialle È alta 1,68 metri per 58 chilogrammi, si allena a Bormio. È sorella di Arianna Valcepina.
Nel 2010 ha rappresentato l'Italia ai Giochi olimpici di Vancouver. È stata la più giovane della spedizione azzurra in Canada.
Ha gareggiato nella staffetta 3000 metri, con le compagne di nazionale Katia Zini, Arianna Fontana e Cecilia Maffei, dove è stata eliminata in semifinale.
Nei 500 m individuali è stata eliminata nelle batterie in seguito ad una caduta nelle prime fasi di gara, condizionata, tra l'altro, da una falsa partenza.
Il 18 febbraio 2014, ai XXII Giochi olimpici invernali di Soči, si aggiudica la medaglia di bronzo nella staffetta 3000m femminile dello short track insieme alle compagne Arianna Fontana, Lucia Peretti ed Elena Viviani.
Nel settembre 2014 è divenuta mamma di due gemelle.
Ai Giochi olimpici di Pyeongchang 2018 ha vinto la medaglia d'argento nella staffetta 3000 metri. La squadra italiana, composta da lei, Cecilia Maffei, Lucia Peretti e Arianna Fontana, ha concluso la gara alle spalle della nazionale sudcoreana.
Ha fatto parte della spedizione olimpica a Pechino 2022, dove ha vinto la medaglia d'argento nella staffetta 2000 m mista, con Arianna Fontana, Pietro Sighel, Andrea Cassinelli, Yuri Confortola e Arianna Valcepina.

## Carriera

### Olimpiadi
- 3 medaglie
  - 2 argenti (staffetta 3000 m a Pyeongchang 2018; staffetta 2000 m mista a Pechino 2022).
  - 1 bronzo (staffetta 3000 m a Soči 2014)

### Mondiali
- 1 medaglia
  - 1 bronzo (staffetta 3000 m a Dordrecht 2021)

### Europei
- 14 medaglie
  - 4 ori (500 m a Heerenveen 2011; staffetta 3000 m a Torino 2017; 500 m e 1500 m a Dresda 2018).
  - 5 argenti (staffetta 3000 m a Mladá Boleslav 2012; 500 m a Torino 2017; classifica generale a Dresda 2018; 500 m e staffetta 3000 m a Debrecen 2020).
  - 5 bronzi (staffetta 3000 m e classifica generale a Heerenveen 2011; 3000 m e classifica generale a Debrecen 2020; staffetta 3000 m a Danzica 2021).

### Mondiali Junior
- 5 medaglie
  - 3 ori (staffetta a Sherbrooke 2009; 500 m e staffetta a Courmayeur 2011)
  - 1 argento (staffetta a Bolzano 2008
  - 1 bronzo (classifica generale a Courmayeur 2011)